# Paul Mey
Paul Mey est un armateur et esclavagiste français du XVIIIe siècle, l'un des plus riches négociants de la Guadeloupe, spécialisé dans la traite négrière à l'époque du Consulat puis de l'Empire.

## Biographie
Né Paul Meyer le 8 juillet 1741 à Voiron en Dauphiné, fils du marchand drapier Antoine Meyer, il arrive en Guadeloupe à la fin des années 1760. Installé à Basse-Terre puis à Pointe-à-Pitre, il y devient un des principaux négociants négriers. Très riche, il possède même une salle de spectacle. La maison de commerce du négociant Mey fait l'interface entre les différentes îles des Antilles et décide en 1793 d'armer des navires contre les Anglais, les « corsaires de la République », sous la direction du conventionnel Victor Hugues, lors de la création des « corsaires de la Guadeloupe ».
Il meurt à Pointe-à-Pitre le 1er juillet 1805.